# Spirit of Tasmania II
Le Spirit of Tasmania II est un navire mixte appartenant à la compagnie australienne Spirit of Tasmania. Construit aux chantiers Kværner Masa-Yards, Turku en Finlande pour la compagnie grecque Superfast Ferries, il portait à l'origine le nom de Superfast III (en grec : Σουπερφαστ III, Souperfast III). Mis en service en mars 1998 sur les lignes entre la Grèce et l'Italie, il est revendu en 2002 à la société TT-Line Pty. Ltd. et devient le Spirit of Tasmania II. Il assure depuis septembre 2002 la liaison entre les États australien de Tasmanie et de Victoria.

## Histoire

### Origines et construction
En 1995, la compagnie Superfast Ferries révolutionne les lignes maritimes entre la Grèce et l'Italie avec la mise en service des car-ferries jumeaux Superfast I et Superfast II. Capables de naviguer à la vitesse de 27 nœuds, les deux navires parviennent à réduire d'environ dix heures la traversée de Patras à Ancône. Ce bouleversement va alors inciter les armateurs concurrents à doter leurs flottes d'unités présentant des caractéristiques similaires, notamment la compagnie Minoan Lines qui passe commande dès 1996 de deux navires plus imposants. En réponse à cela, le groupe Attica, société mère de Superfast, décide de la construction d'une deuxième paire de navires rapides. L'alignement de ces deux nouveaux navires permettrait à Superfast, en plus de se prémunir contre l'arrivée de ses concurrents, d'ouvrir une ligne vers Bari en y affectant les navires de la première paire dès la mise en service de la seconde. Le contrat de construction des premiers Superfasts incluait initialement une option pour la réalisation de deux autres navires, mais en raison cependant des difficultés financières rencontrées par les chantiers Schichau-Seebeckwerft, celle-ci ne peut être levée. La compagnie lance alors un appel d'offres qui est remporté par les chantiers finlandais Kværner Masa-Yards de Turku, proposant la construction des deux navires pour le coût, très faible, de 200 millions de dollars, notamment grâce à d'importantes subventions de la part du gouvernement finlandais.
Baptisés Superfast III et Superfast IV, les futurs navires sont conçus de manière similaire à celle de leurs prédécesseurs, à la différence que les plans tablent sur des unités bien plus imposantes. Ils sont en effet prévus pour mesurer environ 194 mètres et jauger 29 000 UMS. Malgré une apparence très semblable, ils affichent une silhouette beaucoup moins anguleuse, notamment à la proue. Si leur capacité d'emport est arrêtée à 1 400 passagers à l'instar de la première paire, la capacité de roulage est quant à elle accrue avec un garage de 2 635 mètres linéaires dont 1 852 entièrement consacrés au transport des remorques. Le confort des aménagements intérieurs est également revu à la hausse grâce à l'augmentation de la longueur de 20 mètres, ceci permettant d'installer la piscine extérieure au centre du navire et d'accroitre le nombre de cabines. À l'instar des précédents navires, leur appareil propulsif est conçu pour atteindre des vitesses très élevées, de l'ordre de 28 nœuds.
Construit par les chantiers Kværner Masa-Yards de Turku, le Superfast III est mis sur cale le 26 mars 1997 et lancé le 26 septembre. Le navire et son jumeau sont ensuite sont baptisés le même jour durant une double cérémonie le 1er février 1998. Le Superfast III est finalement livré à Superfast le 12 février.

### Service

#### Superfast Ferries (1998-2002)
Peu de temps après sa livraison, le Superfast III quitte la Finlande pour rejoindre la Grèce. En chemin, le navire réalise une escale à Kiel le 16 février et à Amsterdam le 18 où il est présenté au public qui peut le visiter. Le car-ferry poursuit ensuite sa route vers la Méditerranée et arrive au Pirée courant février. Avant sa mise en service, il réalise à titre d'essai un voyage entre Le Pirée et la Crète le 25 février et effectue la traversée en un temps record de 5 heures et 50 minutes. Ce voyage d'essai a été mis en place afin de tester les performances du navire dans l'optique de l'ouverture d'une ligne vers la Crète par Superfast. Les autorités grecques n'autoriseront cependant pas la compagnie à s'installer sur ce marché et le projet ne se réalisera pas. Le Superfast III commence son service commercial le 16 mars 1998 entre Patras et Ancône.
Le 1er novembre 1999, alors que le navire a quitté Patras pour rejoindre Ancône, un incendie se déclare au niveau du pont garage n°3 à l'arrière, environ 45 minutes après son départ. Aussitôt, l'équipage s'affaire à maîtriser les flammes qui sont éteintes en quelques heures. Les 307 passagers que transportait le Superfast III ainsi qu'une grande partie des 106 membres de l'équipage ont été évacués au moyen des embarcations de sauvetage et transférés sur d'autres navires venus porter assistance. Le navire parvient ensuite à retourner à Patras par ses propres moyens. Durant l'inspection, quatorze cadavres seront retrouvés dans le garage et identifiés comme étant des réfugiés kurdes voyageant clandestinement.
Sévèrement endommagé, le Superfast III prendra quant à lui la direction des chantiers Hellenic Shipyard pour des réparations provisoires avant rejoindre le 3 décembre les Blohm + Voss de Hambourg en Allemagne pour sa remise en état. Au total, 900 tonnes d'acier et 70 km de câblage sont remplacés, ainsi que la rampe intérieure inclinable entre les ponts garages 3 et 5. Des interventions sont également nécessaires sur une grande partie des systèmes hydrauliques, de même que certains locaux communs. Les travaux s'étendent finalement sur 76 jours pour un coût de 26 millions de dollars. Une fois réparé, le Superfast III regagne la Grèce et reprend ses rotations entre Patras et Ancône le 3 mars 2000.
En 2001, à la suite de l'arrivée des nouveaux Superfast V et Superfast VI sur la ligne directe entre Patras et Ancône, le Superfast III et son jumeau réalisent à présent une escale à Igoumenitsa à chaque rotation.
En 2002, l'arrivée des jumeaux Superfast XI et Superfast XII entraîne le retrait de la seconde paire. Le Superfast III et le Superfast IV sont alors vendus à la compagnie d'État australienne TT-Line Pty. Ltd. pour 290 millions de dollars, permettant à Superfast de réaliser une plus-value sur les navires.

#### Spirit of Tasmania (depuis 2002)
Livré à TT-Line le 10 mai 2002, le Superfast III rejoint les chantiers Neorion Shipyard sur l'île de Syros afin d'être mis aux standards de son nouveau propriétaire. Durant son passage en cale sèche, les logos Spirit of Tasmania, marque commerciale de TT-Line, sont peints sur sa coque, qui conserve sa couleur rouge originelle, et les ailerons sur sa cheminée sont raccourcis. Au mois de juin, il est renommé Spirit of Tasmania II. Une fois les transformations terminées, le navire quitte la Méditerranée le 6 juillet à destination de l'Australie.
Après un long périple au cours duquel le car-ferry traverse le canal de Suez, la mer Rouge et l'océan Indien, escalant à l'occasion au Sri Lanka afin d'avitailler, le Spirit of Tasmania II arrive en Australie le 24 juillet 2002 et effectue tout d'abord une escale à Fremantle dans l'ouest du pays afin d'avitailler de nouveau. Il longe ensuite la côte sud du pays pour rejoindre Hobart, capitale de l'État de Tasmanie. Arrivé à destination le 29 juillet à 9h30, il est accueilli par le Premier ministre de Tasmanie Jim Bacon ainsi que le député Paul Lennon. Il prend ensuite la direction de Melbourne le 14 août, toujours accompagné de son sister-ship puis est présenté au public le 17 et le 18 août.

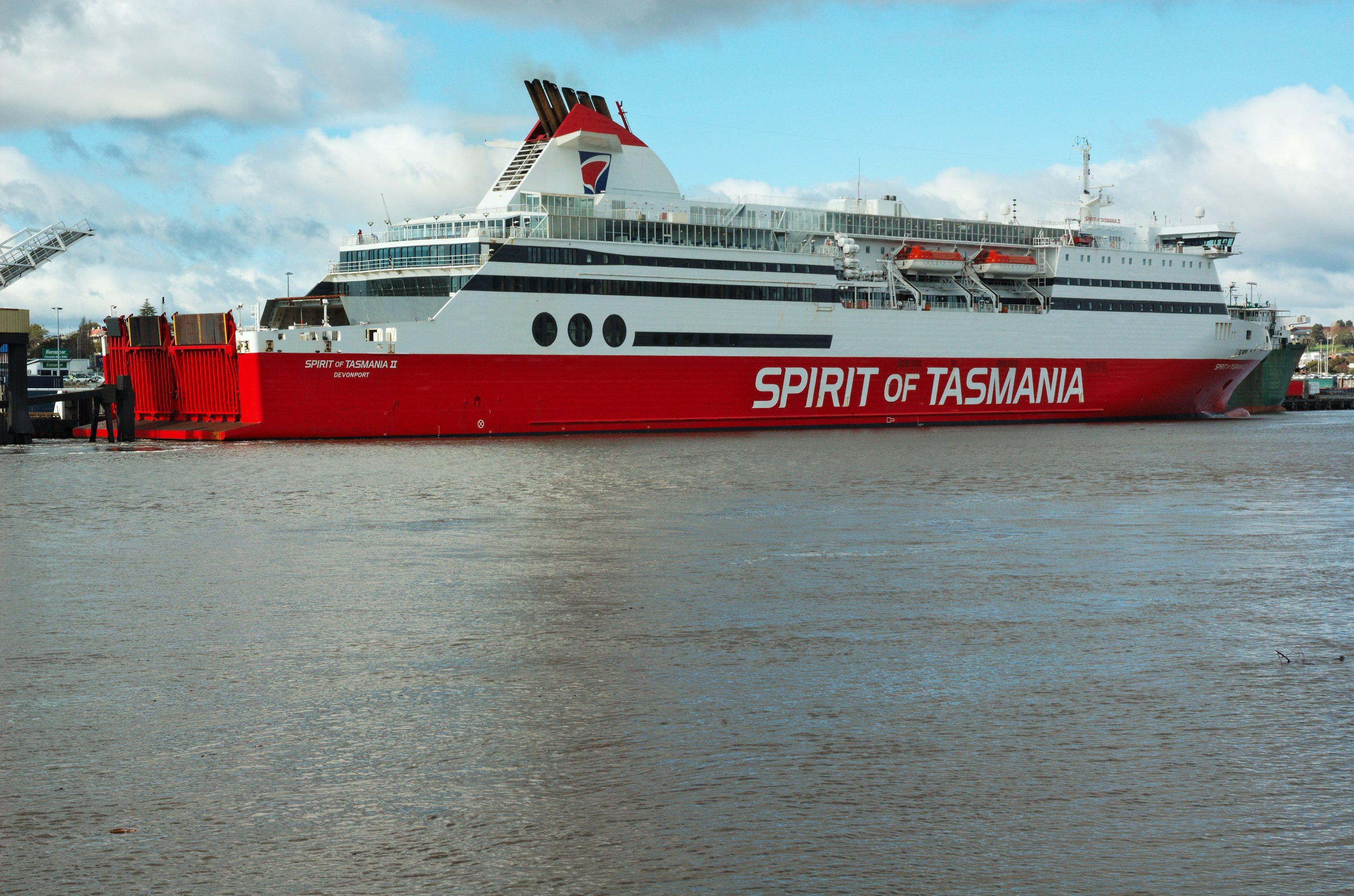
Le Spirit of Tasmania II à Devonport en 2007.

Le Spirit of Tasmania II quitte Melbourne le 1er septembre 2002 pour sa première traversée vers Devonport en Tasmanie, sous les ordres du commandant Jim Lewis. À son bord se trouve également le député Paul Lennon. Le navire s'amarre pour la première fois dans son port d'attache le 2 septembre à 6h.
Il était initialement prévu que Spirit of Tasmania fasse l'acquisition des navires de la première paire Superfast I et Superfast II, mais ceux-ci ont été jugés moins adaptés à la ligne Melbourne - Devonport, notamment en raison d'un nombre insuffisant de cabines dédiées à l'équipage et de la disposition de la porte d'embarquement des passagers piétons à tribord alors que les infrastructures de ces deux ports privilégient un stationnement du côté bâbord. Ceci n'empêchera pas Spirit of Tasmania de racheter en 2003 le Superfast II et de l'exploiter entre Devonport et Sydney sous le nom de Spirit of Tasmania III avant que la ligne ne soit jugée déficitaire et interrompue en 2006.
Le 13 octobre 2002, le Spirit of Tasmania II romps ses amarres alors qu'il se trouve Melbourne en raison de vents violents. Il parvient cependant à regagner le quai grâce à l'assistance d'un remorqueur. L'incident n'a fait aucune victime et seul un véhicule présent à proximité du car-ferry a été endommagé. Il occasionne toutefois un retard de plus de quatre heures sur la traversée qu'il devait assurer vers Devonport.
Dans la nuit du 18 avril 2004, lors d'une traversée entre Devonport et Melbourne, un passager se jette par-dessus bord malgré présence d'un garde de sécurité et de l'infirmier du navire qui tentaient de le calmer. L'alerte est alors déclenchée et l'équipage contacte immédiatement les autorités. Le Spirit of Tasmania II participe aux recherches, aidé de trois hélicoptères et du HMSA Melville. La zone est fouillée pendant plus de 10 heures à la recherche du passager avec tous ses projecteurs. Le Spirit of Tasmania II reprend finalement sa route vers Melbourne, avec plus de 10 heures de retard. Le passager ne sera, pour sa part, jamais retrouvé.
En mars 2015, des travaux de rénovations sont entrepris à bord du navire. La plupart des modifications sont effectués durant les traversées avant que le Spirit of Tasmania II ne rejoigne Sydney et entre en cale sèche pour terminer les transformations.
Le 13 janvier 2016, alors que le navire est à quai à Melbourne, une rafale d'une soixantaine de nœuds déferle sur le port aux alentours de 17h52. Le vent provoque la rupture des amarres à la poupe et fait dériver le Spirit of Tasmania II en direction de la plage St Kilda. Par mesure de sécurité, les autorités font évacuer la plage et des remorqueurs s'affairent autour du navire afin d'éviter son échouement. À 19h05, le Spirit of Tasmania II parvient finalement à accoster. L'incident a toutefois occasionné des dégâts au niveau de la rampe avant du navire ainsi que sur les infrastructures portuaires.
Le 3 mai, alors que le Spirit of Tasmania II approche de Devonport par mauvais temps, le commandant fait virer le navire sur tribord alors que de fortes rafales soufflent également de ce côté. Le car-ferry effectue alors une violente embardée, provoquant la chute de quelques remorques dans le garage.

## Aménagements
Le Spirit of Tasmania II possédait à l'origine 9 ponts. Bien que le navire s'étende en réalité sur 11 ponts, les ponts 4 et 6, au niveau des garages, sont inexistants, bien qu'ils soient tout de même comptés. Le pont 6 sera cependant ajouté lors de la refonte de 2002. Les locaux des passagers couvrent la totalité des ponts 7 et 8 et une partie des ponts 9 et 10. L'équipage loge pour sa part sur la partie avant du pont 9. Les ponts 3 et 5 sont entièrement consacrés au garage ainsi que la partie avant des ponts 1 et 2.

### Locaux communs
Conçu pour être employé sur une ligne relativement longue, le Spirit of Tasmania II est équipé en conséquence au niveau de ses installations pour les passagers. Ceux-ci disposent sur le pont 7 de deux espaces de restauration (à la carte, buffet), trois bars (bar-salon, bar-discothèque, brasserie-bar) ainsi qu'une boutique et un casino. Un bar-lido avec piscine était également présent sur le pont 10 au centre du navire mais a été supprimé en 2002. En 2015, la décoration des aménagements intérieurs est modernisée.

### Cabines
Le Spirit of Tasmania II possède 222 cabines situées sur majoritairement sur le pont 8 mais aussi à l'avant du pont 7. D'une capacité de deux à quatre personnes, toutes sont pourvues de sanitaires complets comprenant douche, WC et lavabo. Certaines d'entre elles sont des suites et d'autres sont adaptées aux personnes à mobilité réduite.

## Caractéristiques
Le Spirit of Tasmania II mesure 194,33 mètres de long pour 25 mètres de large, son tonnage est de 29 067 UMS. Le navire a une capacité de 1 400 passagers et possède un garage de 1 852 mètres linéaires pouvant contenir 1 000 véhicules répartis sur quatre niveaux ainsi que 120 remorques. Le garage est accessible par deux portes rampes situées à la poupe et une porte rampe avant. La propulsion du Spirit of Tasmania II est assurée par quatre moteurs diesels Wärtsilä-Sulzer 16ZAV 40S développant une puissance de 42 240 kW entrainant deux hélices faisant filer le bâtiment à une vitesse de 28,5 nœuds. Le navire possède quatre embarcations de sauvetage de grande taille, une embarcation semi-rigide de secours et plusieurs radeaux de sauvetage.

## Lignes desservies
Pour Superfast Ferries de 1998 à 2002, le Superfast III effectuait la liaison entre la Grèce et l'Italie sur la ligne Patras - Ancône puis sur Patras - Igoumenitsa - Ancône à partir de 2001.
Depuis 2002, le navire assure des traversées entre les États australiens de Tasmanie et de Victoria sur la ligne Devonport - Melbourne.